# TT Isla de Man de 1968
El TT Isla de Man de 1968 fue la tercera prueba de la temporada 1968 del Campeonato Mundial de Motociclismo. El Gran Premio se disputó del 8 al 14 de junio de 1968 en el circuito de Snaefell Mountain Course.
Con la retirada de muchos equipos de fábricas japonesas (Honda, Suzuki y Yamaha) el TT van Man perdió mucha emoció. Los tiempos de vuelta, especialmente en el Lightweight 125 cc TT, fueron mucho más lentos sin las motos de fábrica. La cilindrada de 50cc ya no se celebró. También en esta edición, se produjo un accidente mortal. En esta ocasión, la víctima fue Ian Veitch en la carrera de 250cc.

## Resultados Senior 500cc
La carrera de Senior TT  se disputó con tanta calor, que se advirtió a los participantes sobre puntos donde el alquitrán se había fundido. En ella, Giacomo Agostini (MV Agusta) ganó sin problemas. El campeón italiano se permitió el lujo de pararse en al tercera vuelta para tensar su cadena de transmisión. Le llevó dos minutos, pero podía permitírselo fácilmente. Por lo demás, Alan Barnett estaba en segundo lugar después de la primera vuelta con su Métisse-Matchless. Todavía se estaba recuperando de una cirugía de apéndice dos semanas antes y participaba por primera vez en la TT. En tercer lugar Griff Jenkins cabalgó con un Matchless. En la segunda ronda, Barnett se cayó debido a un enchufe roto y Jenkins se cayó y tuvo que ser llevado al hospital. Ahora un buen número de jinetes lucharon por el segundo lugar: Derek Woodman, Kel Carruthers, Percy Tait y Brian Ball. Un número desapareció del grupo de luchadores por el segundo lugar, pero se agregó otro: Barry Randle, que había luchado con su Petty - Norton desde el duodécimo lugar. John Cooper estaba en segundo lugar hasta la última vuelta, pero lo vio perdido debido a un problema motor con su Seeley. Brian Ball fue segundo con el Seeley y Barry Randle fue tercero.
| Pos.    | Piloto              | Equipo                  | Tiempo    | Pts. |
| ------- | ------------------- | ----------------------- | --------- | ---- |
| 1       | Giacomo Agostini    | MV Agusta               | 2:09"40'2 | 15   |
| 2       | Alan Barnett        | Kirby-Métisse-Matchless | 2:18"12'6 | 12   |
| 3       | Tom Dickie          | Kuhn-Seeley-Matchless   | 2:18"44'2 | 10   |
| 4       | Derek Woodman       | Seeley-Matchless        | 2:19"03'4 | 8    |
| 5       | John Trevor Findlay | Norton                  | 2:21"15'6 | 6    |
| 6       | Ron Chandler        | Seeley-Matchless        | 2:21"42'8 | 5    |
| 7       | Steve Jolly         | Seeley-Matchless        | 2:24"51'0 | 4    |
| 8       | Selwyn Griffiths    | Matchless               | 2:25"36'0 | 3    |
| 9       | Peter Darvill       | Norton                  | 2:25"37'6 | 2    |
| 10      | Steve Spencer       | Métisse-Matchless       | 2:26"06'0 | 1    |
| 11      | Brian Adams         | Norton                  | 2:27"18'4 |      |
| 12      | Vincent Duckett     | Matchless               | 2:27"22'0 |      |
| 13      | Malcolm Moffat      | Matchless               | 2:29"11'8 |      |
| 14      | Hans-Otto Butenuth  | BMW                     | 2:29"36'4 |      |
| 15      | Keith Heckless      | Norton                  | 2:29"58'6 |      |
| 16      | Geoff Barry         | Oakley-Matchless        | 2:30"35'4 |      |
| 17      | Albert Spooner      | Norton                  | 2:30"47'0 |      |
| 18      | Brian Moses         | Norton                  | 2:31"04'2 |      |
| 19      | William Kane        | Matchless               | 2:32"14'2 |      |
| 20      | Phil O'Brien        | Matchless               | 2:35"20'0 |      |
| Ret     | Jack Findlay        | McIntyre-Matchless      | Ret       |      |
| Ret     | Malcolm Uphill      | Norton                  | Ret       |      |
| Ret     | Gyula Marsovszky    | Matchless               | Ret       |      |
| Ret     | John Cooper         | Seeley-Norton           | Ret       |      |
| Ret     | John Hartle         | MV Agusta               | Ret       |      |
| Ret     | Percy Tait          | Triumph                 | Ret       |      |
| Ret     | Peter Williams      | Arter-Matchless         | Ret       |      |
| Ret     | Ray Knight          | Hughes-Triumph          | Ret       |      |
| Ret     | Rodney Gould        | Norton                  | Ret       |      |
| Ret     | Tony Rutter         | Norton                  | Ret       |      |
| Ret     | Angelo Bergamonti   | Hannah-Paton            | Ret       |      |
| Fuente: |                     |                         |           |      |

## Resultados Junior 350cc
Giacomo Agostini consiguió su segunda victoria en el esta categoría batiendo el récord de la carrera. En segunda posición, se clasificó Renzo Pasolini, con la Benelli de cuatro cilindros, pero Agostini nunca vio comprometida su victoria. Se esperaba dura lucha entre Agostini y el británico John Hartle, que utilizaba una máquina MV Agusta similar a la del italiano, pero el corredor inglés no pudo participar, a causa de las ligeras heridas sufridas por la mañana, en una prueba para máquinas de serie.
| Pos. | Piloto            | Moto              | Tiempo    | Pts. |
| ---- | ----------------- | ----------------- | --------- | ---- |
| 1    | Giacomo Agostini  | MV Agusta         | 2:09"38'6 | 8    |
| 2    | Renzo Pasolini    | Benelli           | 2:12"19'6 | 6    |
| 3    | Bill Smith        | Honda             | 2:22"58'6 | 4    |
| 4    | Derek Woodman     | Métisse-Aermacchi | 2:25"21'4 | 3    |
| 5    | John Cooper       | Seeley-Norton     | 2:25"32'0 | 2    |
| 6    | Jack Findlay      | Aermacchi         | 2:26"00'0 | 1    |
| 7    | Jim Curry         | Aermacchi         | 2:26"21'6 |      |
| 8    | Alan Barnett      | Métisse           | 2:26"28'6 |      |
| 9    | Brian Steenson    | Aermacchi         | 2:26"30'4 |      |
| 10   | Malcolm Uphill    | Suzuki            | 2:26"31'0 |      |
| 11   | Terry Grotefeld   | Yamaha            | 2:26"55'2 |      |
| 12   | Denis Gallagher   | AJS               | 2:28"28'8 |      |
| 13   | Tony Rutter       | Norton            | 2:28"38'8 |      |
| 14   | Charlie Sanby     | AJS               | 2:28"49'0 |      |
| 15   | Lou Geeson        | Aermacchi         | 2:30"18'6 |      |
| 16   | Vincent Duckett   | Aermacchi         | 2:31"43'2 |      |
| 17   | Steve Jolly       | Highley-Aermacchi | 2:32"25'4 |      |
| 18   | Tom Dickie        | Petty-Norton      | 2:32"41'0 |      |
| 19   | Angelo Bergamonti | Hannah-Paton      | 2:33"05'0 |      |
| 20   | John Taylor       | Kirby-AJS         | 2:33"19'4 |      |
| 21   | Peter Williams    | Arter-AJS         | 2:34"10'8 |      |
| Ret  | Gordon Keith      | Brown Special     | Ret       |      |
| Ret  | Kel Carruthers    | Drixton-Aermacchi | Ret       |      |
| Ret  | Heinz Rosner      | MZ                | Ret       |      |
| Ret  | Tony Rutter       | Norton            | Ret       |      |
| Ret  | Billie Nelson     | Hannah-Paton      |           |      |
| Ret  | Dave Simmonds     | Kawasaki          | Ret       |      |
| Ret  | Charlie Dobson    | Aermacchi         | Ret       |      |
| Ret  | Tommy Robb        | Bultaco           | Ret       |      |
| Ret  | Derek Chatterton  | Yamaha            | Ret       |      |
| Ret  | Selwyn Griffiths  | Cowes AJS         | Ret       |      |
| Ret  | Martin Carney     | Kawasaki          | Ret       |      |
| DNS  | John Hartle       | MV Agusta         | DNS       |      |

## Resultados Lightweight 250cc
La lucha de Lightweight 250 cc TT estuvo entre Bill Ivy y Phil Read, hasta que Read cayó en la cuarta vuelta con una rueda pinchada. Ivy pudo conducir tranquilamente hasta la meta y ganar más de dos minutos por delante de Pasolini, pero se lesionó en el pie en la última vuelta cuando se interpuso entre su reposapiés y el asfalto. Continuó pero tuvo que ser sacado de su moto. Durante esta prueba falleció el campeón neozelandés Ian Veitch, que participaba por primera vez en la carrera. Se estrelló contra unos árboles al fallar una curva en la segunda vuelta. Fue trasladado en helicóptero al hospital donde ya ingresó cadáver.
| Pos. | Piloto           | Moto             | Tiempo    | Pts. |
| ---- | ---------------- | ---------------- | --------- | ---- |
| 1    | Bill Ivy         | Yamaha           | 2:16"24'8 | 8    |
| 2    | Renzo Pasolini   | Benelli          | 2:18"36'8 | 6    |
| 3    | Heinz Rosner     | MZ               | 2:22"56'4 | 4    |
| 4    | Malcolm Uphill   | Suzuki           | 2:24"44'4 | 3    |
| 5    | Rodney Gould     | Yamaha           | 2:25"07'0 | 2    |
| 6    | Bill Smith       | Yamaha           | 2:27"14'8 | 1    |
| 7    | Santiago Herrero | OSSA             | 2:27"42'8 |      |
| 8    | John Cooper      | Yamaha           | 2:28"08'0 |      |
| 9    | Tony McGurk      | Yamaha           | 2:30"38'0 |      |
| 10   | Derek Chatterton | Yamaha           | 2:32"21'2 |      |
| 11   | Eddie Johnson    | Suzuki           | 2:32"49'4 |      |
| 12   | C. Thompson      | Yamaha           | 2:33"06'8 |      |
| 13   | Dave Lloyd       | Honda            | 2:33"09'0 |      |
| 14   | John Shacklady   | Yamaha           | 2:33"54'2 |      |
| 15   | Tommy Robb       | Bultaco          | 2:34"38'4 |      |
| 16   | Terry Grotefeld  | Pagett-Yamaha    | 2:35"30'8 |      |
| 17   | Derek Woodman    | Aermacchi        | 2:36"59'4 |      |
| 18   | Dudley Robinson  | Bultaco          | 2:40"52'2 |      |
| 19   | Ray Breingan     | Yamaha           | 2:41"35'4 |      |
| 20   | Barry Smith      | Thompson-Suzuki  | 2:41"44'2 |      |
| Ret  | Jack Findlay     | Aermacchi        | Ret       |      |
| Ret  | Kel Carruthers   | Aermacchi        | Ret       |      |
| Ret  | Frank Perris     | Suzuki           | Ret       |      |
| Ret  | Billie Nelson    | Doncaster Yamaha | Ret       |      |
| Ret  | Gyula Marsovszky | Bultaco          | Ret       |      |
| Ret  | Paul Eickelberg  | Aermacchi        | Ret       |      |
| Ret  | Brian Steenson   | Aermacchi        | Ret       |      |
| Ret  | Paul Smart       | Yamaha           | Ret       |      |
| Ret  | Phil Read        | Yamaha           | Ret       |      |
| Ret  | Martin Carney    | Kawasaki         | Ret       |      |
| Ret  | Ian Veitch       | Kawasaki         | Ret (†)   |      |

## Lightweight 125 cc TT
En la carrera de Lightweight, Phil Read quería resarcirse de su abandono en 250. Pero también Yamaha quería que Read ganara la carrera de 125cc. Bill Ivy lideró esta carrera e incluso estableció la primera vuelta por encima de 100 millas por hora de promedio, pero al final frenó y Read pudo alcanzarlo fácilmente. Nunca se descubrió el llamado defecto de la máquina, pero en ese momento ya estaba claro que Yamaha había dado órdenes estables: Read tenía que convertirse en un campeón de 125cc e Ivy campeón de 250cc. Kel Carruthers fue tercero con un Honda CR 93.
| Pos. | Corredor            | Moto     | Tiempo    | Pts. |
| ---- | ------------------- | -------- | --------- | ---- |
| 1    | Phil Read           | Yamaha   | 1:08"31'4 | 8    |
| 2    | Bill Ivy            | Yamaha   | 1:09"27'8 | 6    |
| 3    | Kel Carruthers      | Honda    | 1:18"21'2 | 4    |
| 4    | Tommy Robb          | Bultaco  | 1:19"1-'4 | 3    |
| 5    | Gordon Keith        | Montesa  | 1:20"06'4 | 2    |
| 6    | Steve Murray        | Honda    | 1:21"09'4 | 1    |
| 7    | John Kiddie         | Honda    | 1:22"17'0 |      |
| 8    | Gary Dickinson      | Honda    | 1:22"25'2 |      |
| 9    | George Plenderleith | Honda    | 1:22"55'4 |      |
| 10   | John Shacklady      | Bultaco  | 1:25"02'2 |      |
| 11   | John Hudson         | Honda    | 1:25"19'8 |      |
| 12   | Pat Walsh           | Honda    | 1:26"11'0 |      |
| 13   | Fred Launchbury     | BSA      | 1:28"17'8 |      |
| 14   | Alec Campbell       | Bultaco  | 1:30"44'0 |      |
| 15   | Ken Finney          | Honda    | 1:31"23'2 |      |
| 16   | Barrie Dickinson    | Bultaco  | 1:32"21'8 |      |
| 17   | Dennis Trollope     | Honda    | 1:34"00'0 |      |
| 18   | Brian Kaye          | Honda    | 1:36"02'8 |      |
| 19   | Rex Hardy           | Bultaco  | 1:36"06'6 |      |
| 20   | Rodney Gooch        | BSA      | 1:38"33'0 |      |
| Ret  | Martin Carney       | Bultaco  | Ret       |      |
| Ret  | Barry Smith         | Derbi    | Ret       |      |
| Ret  | Heinz Rosner        | MZ       | Ret       |      |
| Ret  | Derek Chatterton    | Mondial  | Ret       |      |
| Ret  | Dave Simmonds       | Kawasaki | Ret       |      |

## 50 cc TT
La carrera de 50cc fue la última ocasión que esta cilindrada en la TT ya que no tan solo no era popular sino que fue llamada "la carrera más molesta de la semana". La falta de los corredores de fábrica Suzuki también fue una decepción y el prometedor Ángel Nieto se cayó en la primera vuelta, rompiéndose una pierna. De los 33 titulares, solo 12 finalmente llegaron a la meta. Barry Smith (Derbi) fue primero, Chris Walpole (Honda), segundo y Leslie Griffiths (Honda), tercero.
.
| Pos. | Corredor         | Moto     | Tiempo    | Pts. |
| ---- | ---------------- | -------- | --------- | ---- |
| 1    | Barry Smith      | Derbi    | 1:33"10'4 | 8    |
| 2    | Chris Walpole    | Honda    | 1:40"59'6 | 6    |
| 3    | Leslie Griffiths | Honda    | 1:42"36'0 | 4    |
| 4    | David Lock       | Honda    | 1:43"27'8 | 3    |
| 5    | Jim Pink         | Honda    | 1:45"54'2 | 2    |
| 6    | Robin Udall      | Honda    | 1:40"03'8 | 1    |
| 7    | John Lawley      | Honda    | 1:49"19'2 |      |
| 8    | Robin Stopford   | Heldun   | 1:56"44'6 |      |
| 9    | Nick Mayo        | Heldun   | 1:59"13'0 |      |
| 10   | Fran Redfearn    | Honda    | 2:06"14'0 |      |
| 11   | Rodney Gouch     | Ducati   | 2:06"38'6 |      |
| 12   | Harold Cosgrove  | Kreidler | 2:07"28'0 |      |
| Ret  | Rudolf Kunz      | Kreidler | Ret       |      |
| Ret  | Ángel Nieto      | Derbi    | Ret       |      |